# Франц фон Папен
Франц Јозеф Херман Михаел Марија фон Папен (слушајⓘ; Верл, 29. октобар 1879 — Оберасбах, 2. мај 1969) је био немачки дипломата и вицеканцелар у Хитлеровом кабинету.

## Биографија
Франц фон Папен рођен је 29. октобра 1879. у месту Верл. Служио је као немачки војни аташе у Мексику од 1913. до 1915, када је пребачен у немачку амбасаду у Вашингтон. При крају 1915. пребачен је назад у Немачку на захтев Вилсона који га је оптужио за радње које су штетне за неутралност САД. Након Првог светског рата постао је успешан издавач у Немачкој и био је члан Партије центра од 1921. до 1932. године.
У мају 1932. одређен је на место канцелара, но његова ултраконзервативна администрација имала је толико опозиције да је био присиљен да да оставку у новембру те исте године. У периоду који је уследио, фон Папен је имао велику улогу у Хитлеровом доласку на власт, што је навело Хитлера да га постави за вицеканцелара у децембру 1933. године.
Фон Папен је био посебни министар, а касније амбасадор у Аустрији од 1934. до 1938. године. Током Другог светског рата служио је као амбасадор у Турској.
Фон Папену се 1946. судило као ратном злочинцу, но ослобођен је због недостатка доказа против њега. У фебруару 1947, један немачки суд га је осудио на 8 година затвора, но пуштен је 1949. због своје старости и слабог здравља. Фон Папен је умро 2. маја 1969. године у 89. години живота.

## Цитати
Постоји познати цитат фон Папена, који говори о Хитлеровој влади:
Ми смо га поставили... У року од два месеца Хитлера ћемо толико сатерати у ћошак да ће циктати...